# La Capelle
La Capelle ist eine französische Gemeinde mit 1.757 Einwohnern (Stand: 1. Januar 2022) im Département Aisne in der Region Hauts-de-France; sie gehört zum Arrondissement Vervins und zum Kanton Vervins. Die Einwohner werden Capellois genannt.

## Geographie
Die Gemeinde La Capelle liegt in der Landschaft Thiérache. Durch die Gemeinde führen die Route nationale 2 sowie die früheren Route nationale 29 (heutige D1029) und Route nationale 43 (heutige D1043). Nachbargemeinden von La Capelle sind La Flamengrie im Norden, Clairfontaine im Osten, Sommeron im Südosten, Froidestrées und Gergny im Süden, Lerzy im Südwesten sowie Buironfosse im Westen.

## Geschichte
Die Ortschaft soll im 4. Jahrhundert von der heiligen Grimonie (einer irischen Prinzessin und Märtyrerin) gegründet worden sein.
Am 7. November 1918 war Matthias Erzberger mit der deutschen Waffenstillstandskommission zu den Unterhandlungen für die Kapitulation hier angekommen und hatte Aufenthalt in der Villa Pasque, um von dort zur Lichtung von Compiègne weiter zu reisen und am 11. November im Eisenbahnwagen von Compiègne die Waffenstillstandsurkunde zu unterzeichnen.

### Bevölkerungsentwicklung
| Jahr      | 1962 | 1968 | 1975 | 1982 | 1990 | 1999 | 2006 | 2012 | 2022 |
| Einwohner | 2019 | 2065 | 2196 | 2123 | 2149 | 2007 | 1914 | 1823 | 1757 |

## Sehenswürdigkeiten
- Kirche Sainte-Grimonie, 1883–1887 erbaut[3]
- Meilenstein der Römerstraße nach Avesnes-sur-Helpe
- Pferderennbahn aus dem Jahre 1874[4]
- Villa Pasques (Gedenkstätte 7. November 1918, im Anbau heutiger Sitz des Kommunalverbands Thiérache)[5]

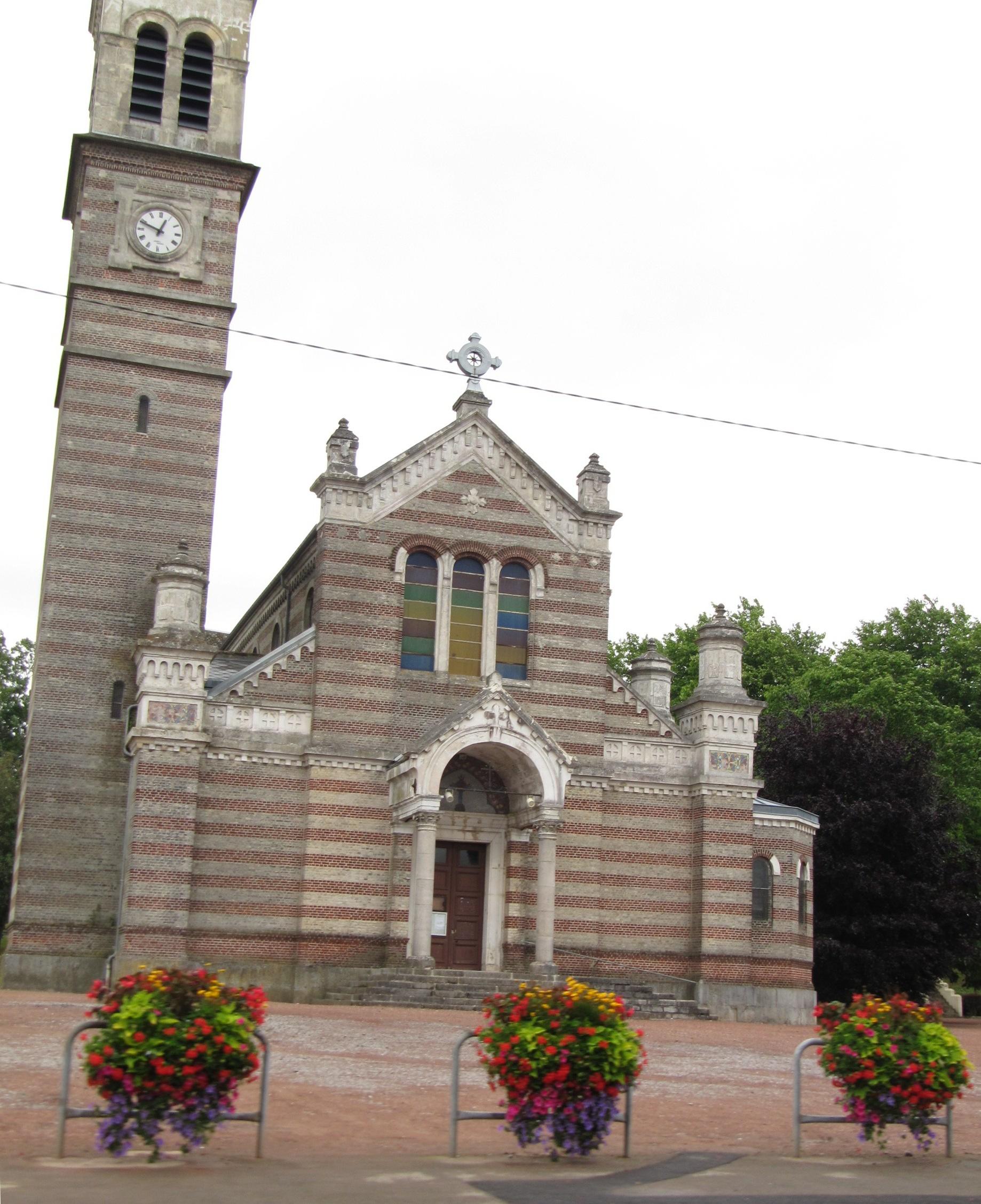
Kirche Sainte-Grimonie
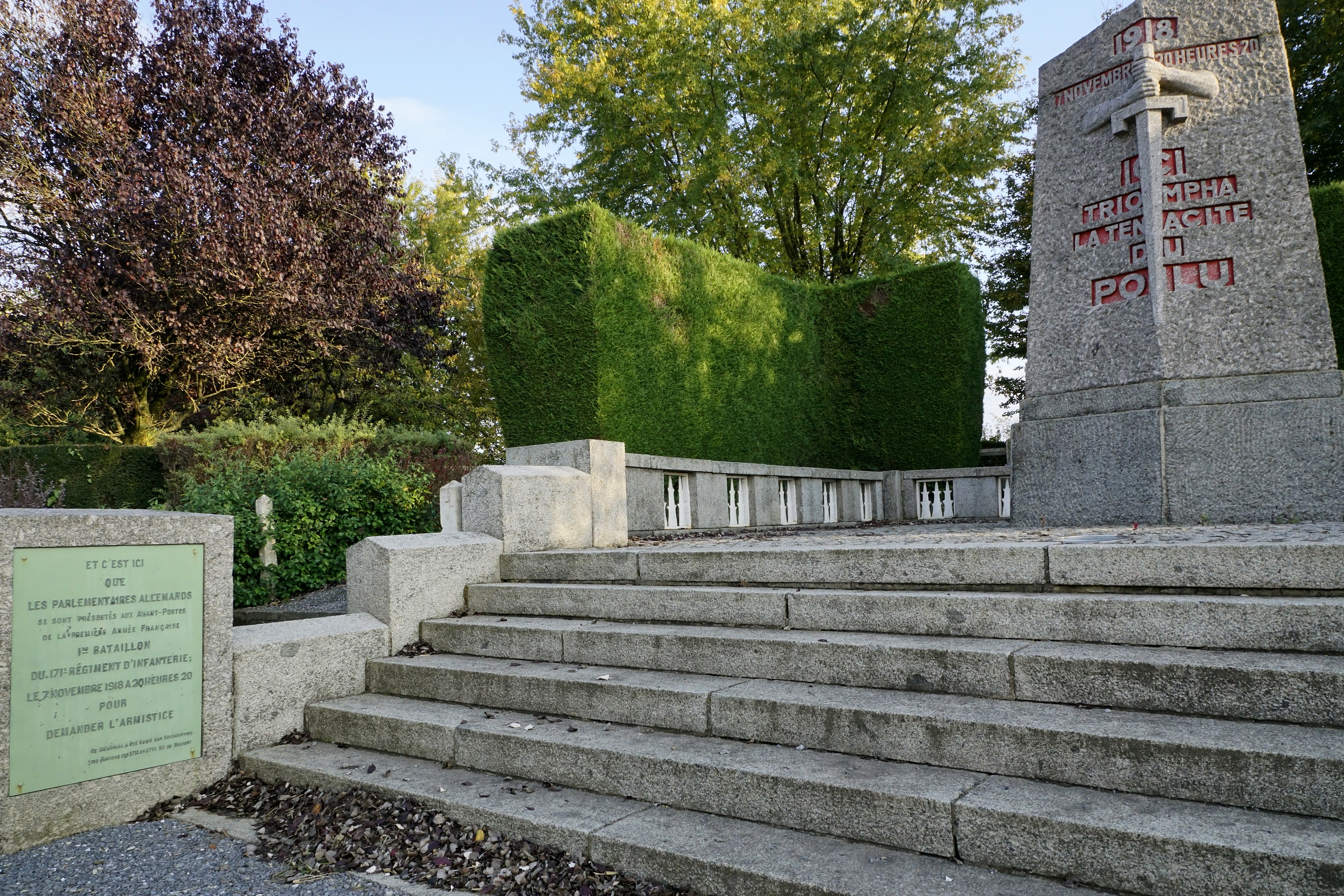
Monument de la Pierre d’Haudroy, das Denkmal für die Ankunft der deutschen Unterhändler im November 1918 nahe La Capelle

## Persönlichkeiten
- Léon Gustave Dehon (1843–1925), Gründer der Dehonianer
- Odilon Fages (1875–1939), Apostolischer Vikar von Orange River
- Claas Hugo Humbert (1830–1904), deutsch-französischer Schriftsteller
- Franz Nölken (1884–1918), Maler der Künstlergruppe Brücke, Ende des Ersten Weltkrieges bei La Capelle gefallen